# Склерит

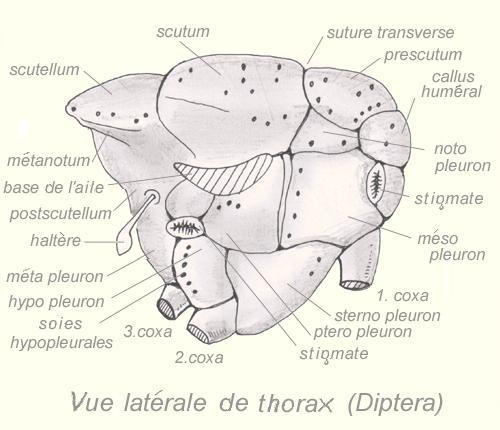
Стінки грудних сегментів двокрилих вдруге поділені на безліч склеритів.

Склерит (від грец. σκληρός) — щільні ділянки кутикули у членистоногих. З'єднані між собою еластичними мембранами, що забезпечують взаємну рухомість склеритів. Виконують захисну функцію, оберігаючи від механічних пошкоджень, і служать скелетними елементами, до яких кріпляться м'язи. У базовій схемі кожен вільний сегмент тіла членистоногого покривають 4 склерити: тергіт (спинна сторона тіла), стерніт (черевна) і два плейрити (бічні).